# Lauadèr de Bossòst
La Lauadèr de Bossòst és una antiga font pública del municipi de Bossòst (Vall d'Aran). És una obra protegida com a bé cultural d'interès local. Aquesta antiga font pública de Bossòst està situada en el cap de la vila i vora de les bordes.

## Descripció
Els elements tradicionals de la font, disposats en aquest cas en sentit transversal al carrer, amb l'obertura frontal (no longitudinal com és habitual) han estat força renovats. Conserva en la paret de fons el brollador amb un canal en esbiaix resolta en pedra que nodreix una pica i tot seguit un abeurador sese caràcter.Al damunt, una inscripció en vermell ens recorda el nom del promotor: Joan Peremiquel. Els murs perimetrals amb tres pilars a cada banda suporten una notable coberta formada per la tradicional estructura d'encavallades de fusta o "charpanta" amb els cabrirons que suporten les bigues "sabatères" "vrentères" i la "bisca", reforçades amb el "saumet" i els "trauets" i al damunt un llosat de pissarra de dues aigües,amb les peces clavades en les taules. El frontó del "penalèr" tanca un empostissat.

## Història
Els Peremiquel són documentats al davant de la vila i del terçon de Bossòst d'ença de l'any 1613.